# Victor Borge
Victor Borge (właśc. Børge Rosenbaum) (ur. 3 stycznia 1909 w Kopenhadze, zm. 23 grudnia 2000 w Greenwich, Connecticut) – duński i amerykański komik, pianista i dyrygent. Do śmierci mieszkał w Stanach Zjednoczonych. Syn Bernharda i Frederikke Rosenbaum (ojciec był altowiolistą w Królewskiej Kapeli Duńskiej, matka grała na fortepianie), znany był jako „król klaunów Danii”.
W 1972 roku został odznaczony Medalem Świętego Olafa, otrzymał także Medal Wolności Króla Chrystiana X (Dania).